# Lennart Gripenberg
Alexander Leonard (Lennart) Gripenberg (né le 15 novembre 1852 à Oulu – mort le 14 septembre 1933 à Helsinki) est un lieutenant-colonel, directeur d'entreprise et  sénateur finlandais. 

## Ouvrages

### Sous le pseudonymeNemo
- Partierna och 1885 års landtdag : strödda reflexioner, af Nemo.  Edlund, Helsingfors 1885, 1886
- Tankar i politiska frågor, af Nemo. Edlund, Helsingfors 1886
- Alla med!, betraktelser af Nemo.  Otava 1901
- Vika eller stå?  Stockholm 1902
- Ännu några ord.  Otava 1902
- Skall Finlands folk kunna bevara sin ställning såsom ett fritt folk.  Söderström, Helsingfors 1925

### Sous le nom de Lennart Gripenberg
- Arbetare, arbetsgifvare och arbetslöner : i en fråga för dagen.  Söderström, Borgå 1890
- Betänkande i frågan om organiserande af fackföreningar i landet.  1894  .  Weilin & Göös, Helsinki 1894)
- Oulun-Waalan rautatie.  Helsinki 1905
- Yhteinen metsätalous : käsikirja, Pellervon kirjasto n:o 17.  Pellervo-seura 1905
- Viljanmyynti-osuuskunnat : käsikirja, Pellervon kirjasto n:o 19.  Pellervo-seura 1906
- Oulun - Vaalan rautatie, osa 2. Oulu 1907
- Suomen valtionrautatiet 1862–1912 : historiallis-teknillis-taloudellinen kertomus, tehneet Lennart Gripenberg ja Teodor Munck; suomentanut K. A. Wahlstedt.  Helsinki 1912
- Kymmene aktiebolag.  Åbo 1918
- I fråga om strejkförsäkring.  Arbetsgifvarnas i Finland ömsesidiga strejkförsäkringsbolag, Åbo 1921 (suomeksi Lakko-vakuutuksesta.  Lakkovakuutusyhtiö, Turku 1921)
- Ur mina levnadsminnen.  Söderström, Helsingfors 1922
- Wärtsilä bruk, dess tillkomst och utveckling intill närvarande tid.  Wärtsilä, Helsingfors 1922
- Kymmene flottningsförening 1873–1922: Minnesskrift med anledning av 50-årig gemensam flottning i Päijänne vattenområde 1873–1922 : översikt.  1924
- Aktiebolaget W. Gutzeit & C:o 1872–1922.  W. Gutzeit, Helsinki 1924
- Anteckningar om släkten Gripenberg.  1927
- Läskelä bruks aktiebolag 1905–1929 : ett kvart sekels arbete, skildrat av Lennart Gripenberg.  1929
- J. G. Bergbom : minnesanteckning.  1931
- Maskin- och brobyggnads aktiebolaget 1892–1932 samt dess föregångare.  Suomen kauppa ja teollisuus, Helsinki 1932